# ネオテニー

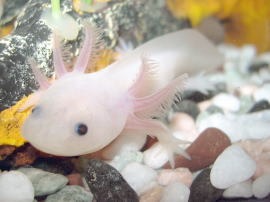
メキシコサラマンダーの幼形成熟個体（アホロートル）。頭部の両側にある外鰓は両生類の幼生の特徴だが、この状態でも性成熟している

ネオテニー（neoteny）は、動物において、性的に完全に成熟した個体でありながら、他の器官が未成熟な、つまり幼生や幼体の性質が残る現象のこと。幼形成熟、幼態成熟ともいう。プロジェネシス（progenesis, paedogenesis 早熟、前発生）は、性的な発達が加速された現象である。これらの結果は幼形進化の代表例であり、異時性（ヘテロクロニー、heterochrony）の一種である。

## 両生類の場合
両生類の幼生は鰓を持ち鰓呼吸を行うが、変態し肺や皮膚による呼吸を行う。しかし有尾目内には変態をせずに幼生の形態を残したまま性成熟する種や個体群がおり、例としてメキシコサラマンダーが挙げられる。またメキシコサラマンダーを含むトラフサンショウウオ科の幼形成熟個体はアホロートルと呼称される。
同様に成体でも幼生の形を残すものはホライモリ科やサイレン科など他の群にも散見される。これらの場合は条件を変えても成体の形にはならないが、やはりネオテニーと考えられている。

## その他の動物群の場合
幼形成熟と考えられるものが見い出されやすいのは、やはり幼生と成体の形が大きく異なる、変態を行う群においてである。たとえば昆虫がそうで、幼虫の形で生殖を行う例がいくつか知られている。たとえばミノガ類には雌が幼虫型のまま成熟する例がある。ホタル類やネジレバネにも同様の例が知られる。
ただ、昆虫の場合、性的二形として雌が翅を発達させない例が多々あるという点で、他の分類群より事情が複雑である。昆虫の場合、幼虫と成虫のはっきりした差のひとつが翅が発達するかどうかなので、単に翅を発達させないのか、それとも幼生成熟と見なすべきかの判断がむずかしい例がある。たとえばガ類のフユシャクは雌がごく短い翅しか持たないが、一応羽はあるし、それ以外の体は成体の形である。しかし、成虫と幼虫の形の差がより少ない群ではこの区別は困難になる。

## ネオテニーと進化論
進化論においてネオテニーは進化の過程に重要な役割を果たすという説がある。なぜならネオテニーだと脳や体の発達が遅くなる代わり、各種器官の特殊化の程度が低く、特殊化の進んだ他の生物の成体器官よりも適応に対する可塑性が高い。そのことで成体になるまでに環境の変化があっても柔軟に適応することができるとされる。
たとえば脊椎動物の場合、それに近縁な無脊椎動物として重要なものにホヤ類などがあり、それらでは幼生で脊椎動物の基本に近い構造が見いだせる。このことから、そのような動物のネオテニーが脊椎動物の進化の始まりであったとの説が唱えられた。しかし、異論もあり、たとえばより似通ったナメクジウオに近いものを想定する説もある。また、そのような現生の動物にこだわらなければ、ホヤの幼生の様な姿の祖先的動物がいたと考えた方が簡単ではある。

## ヒトもネオテニーとする説

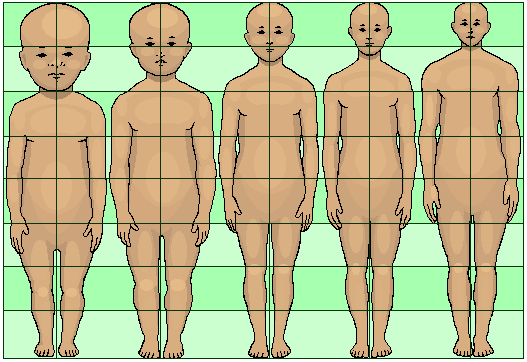
成長による人間の体型や頭身の変遷

1920年にルイス・ボルクが「人類ネオテニー説」を提唱した。チンパンジーの幼形が人類と似ている点が多いため、ヒトはチンパンジーのネオテニーだという説である。すなわち、ヒトの進化のなかで、幼児のような形態のまま性的に成熟するようになる進化が起こったという。